# 新添左季
新添左季（日语：／ Nīzoe Saki，1996年7月4日—）生于奈良县，是一名日本女子柔道运动员，主攻70公斤级。新添有一个哥哥和一个弟弟，她在六岁时受哥哥的影响开始练习柔道。2015年，她进入山梨学院大学就读，2019年大学毕业后进入自卫队体育学校。